# Blšany
Blšany är en stad i Tjeckien.   Den ligger i distriktet Okres Louny och regionen Ústí nad Labem, i den västra delen av landet, 70 km väster om huvudstaden Prag. Blšany ligger 199 meter över havet och antalet invånare är 954.
Terrängen runt Blšany är huvudsakligen platt. Blšany ligger nere i en dal. Runt Blšany är det ganska glesbefolkat, med 36 invånare per kvadratkilometer. Närmaste större samhälle är Žatec, 13,3 km norr om Blšany. Trakten runt Blšany består till största delen av jordbruksmark.